# Семьон Дубнов
Семьон Ма̀ркович Ду̀бнов (на руски: Семён Ма́ркович (Шимон Меерович) Ду́бнов) е руски и съветски историк от еврейски произход, писал на руски език и на идиш.

## Биография
Дубнов е роден на 10 септември 1860 г. в Мстиславъл в семейство на търговец на дървен материал. Още на 20 г. той се отправя за Санкт Петербург, Одеса и Вилнюс, където публикува свои неща в различни еврейски списания. През 1898 г. започва работа върху най-значимото си произведение „Световна история на еврейския народ“, чиято първа част излиза през 1914 г. в Петербург.
Дубнов се ангажира и политически. След избухналия погром в Кишинев (1903 г.) се застъпва за еврейската самозащита. През 1906 г. участва в създаването на „Еврейска народна партия“, която функционира до 1918 г. Посреща с надежда Февруарската революция през 1917 г., считайки, че тя ще освободи веднъж завинаги евреите от дискриминацията. В периода 1925 – 1929 г. излиза неговата десеттомна „Световна история на еврейския народ“. През 1931 г. излиза на бял свят и двутомната му „История на хасидизма“.
През август 1933 г. Дубнов напуска Германия във връзка с идването на власт на НСДАП и се установява в Рига. Там го сварва и Втората световна война. На 8 декември 1941 г., според пропагандни съветски данни, е убит лично от германския комендант на града Йохан Зийберт, който го е слушал на лекции в Хайделбергския университет. Приятели го погребват в старото гробище в рижкото гето.